# Équipe cycliste Gewiss-Bianchi
L'équipe cycliste Gewiss-Bianchi est une équipe cycliste professionnelle italienne, présente dans le peloton entre 1973 et 1989. Elle s'est appelée successivement Magniflex, San Giacomo et Sammontana.
Elle ne doit pas être confondue avec les équipes Sammontana (1973-1974), Magniflex-Famcucine (1979), Magniflex-Olmo (1980-1981), Magniflex-Centroscarpa (1986-1987) ou Gewiss-Ballan (1993-1997).

## Histoire

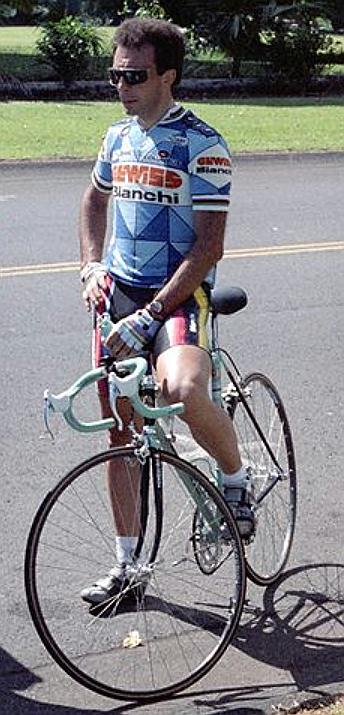
Moreno Argentin en 1987.

L'équipe est créée en 1973 par Magniflex, une entreprise de matelas italienne, basée à Milan. Magniflex était déjà co-sponsor des équipes Hertekamp-Magniflex (1970-1971) et Van Cauter-Magniflex-de Gribaldy (1972).
En 1979, alors que quelques coureurs signent avec la nouvelle équipe Magniflex-Famcucine, la formation change de sponsor principal, avec l'arrivée de San Giacomo, rejoint par Benotto en 1980.
En 1981, elle est sponsorisée par Sammontana, une entreprise qui produit de la crème glacée et qui est basée à Empoli.
En 1985, elle fusionne avec l'équipe Bianchi-Piaggio pour être renommée Sammontana-Bianchi. L'équipe, dirigée par Waldemaro Bartolozzi, est constituée autour de Moreno Argentin et Tommy Prim, venant respectivement de Sammontana et de Bianchi. L'équipe est complétée avec quatre autres coureurs de Sammontana et six autres de Bianchi. La saison voit Argentin s'imposer sur Liège-Bastogne-Liège et le Tour du Danemark, et le sprinteur Paolo Rosola remporter deux étapes du Tour d'Italie (course dans laquelle Prim termine quatrième). En 1986, Argentin réalise le doublé sur Liège-Bastogne-Liège, et en septembre, il devient champion du monde sur route à Colorado Springs.
En 1987, le nouveau sponsor Gewiss succède à Sammontana et c'est ancien cycliste de Bianchi Serge Parsani qui devient manager. Argentin est toujours le leader d'équipe qui est renommée Gewiss-Bianchi. En 1987, il remporté deux étapes de Tirreno-Adriatico, remporte un troisième Liège-Bastogne-Liège consécutif, ainsi que trois étapes au Tour d'Italie  et le Tour de Lombardie. Plusieurs succès viennent également de Paolo Rosola (une étape du Tour d'Espagne, trois au Giro et quatre sur la Coors Classic aux États-Unis) et de Roberto Pagnin (deux étapes sur la Vuelta et le Tour du Latium). La saison suivante, Argentin ne remporte que le Tour de la province de Reggio de Calabre et le Tour de Vénétie, tandis que Rosola gagne deux étapes sur Tour d'Italie. En 1989, Argentin remporte le Tour des Apennins, qui sert de course pour le titre national.
À la fin de 1989, Bianchi fait ses adieux à la compétition après dix-sept saisons. Gewiss s'est également retiré et l'équipe est dissoute. Moreno Argentin rejoint avec deux équipiers l'équipe Ariostea de Giancarlo Ferretti. Bianchi fait son retour à la course en 1992 en tant que fournisseur pour deux équipes, GB-MG Maglificio et Gatorade-Chateau d'Ax, tandis qu'en 1994, Gewiss réapparaît en tant que sponsor de la Gewiss-Ballan d'Emanuele Bombini.

## Principales victoires

### Championnats internationaux
- Championnats du monde sur route : 1
  - Course en ligne : 1986 (Moreno Argentin)

### Classiques
- Tour de Vénétie : Alfio Vandi (1976), Jesper Worre (1983), Moreno Argentin (1984, 1988)
- Grand Prix de l'industrie et de l'artisanat de Larciano : Giancarlo Tartoni (1977)
- Trophée Matteotti : Wilmo Francioni (1977), Roberto Visentini (1982), Ennio Salvador (1988)
- Tour de Toscane : Giuseppe Perletto (1978), Renato Piccolo (1987)
- Trofeo Laigueglia : Claudio Torelli (1983)
- Liège-Bastogne-Liège : Moreno Argentin (1985, 1986, 1987)
- Tour du Latium : Roberto Pagnin (1987)
- Tour de Lombardie : Moreno Argentin (1987)
- Grand Prix du canton d'Argovie : Paolo Rosola (1989)
- Tour des Apennins : Moreno Argentin (1989)

### Courses par étapes
- Tour du Trentin : Roberto Visentini (1981)
- Semaine cycliste internationale : Moreno Argentin (1984), Bruno Leali (1989)
- Tour du Danemark : Moreno Argentin (1985)
- Tour de Suède : Jesper Worre (1988)

### Championnats nationaux
- Championnat d'Italie sur route : 1
  - Course en ligne : 1989 (Moreno Argentin)

### Grands tours
- Tour d'Italie
  - 17 participations (1973, 1974, 1975, 1976, 1977, 1978, 1979, 1980, 1981, 1982, 1983, 1984, 1985, 1986, 1987, 1988, 1989)
  - 26 victoires d'étapes :
    - 1 en 1976 : Daniele Tinchella
    - 4 en 1977 : Wilmo Francioni (2), Giancarlo Tartoni, Giuseppe Perletto
    - 2 en 1978 : Giuseppe Martinelli, Giuseppe Perletto
    - 1 en 1979 : Giuseppe Martinelli
    - 1 en 1980 : Giuseppe Martinelli
    - 2 en 1981 : Moreno Argentin (2)
    - 1 en 1982 : Moreno Argentin
    - 2 en 1983 : Moreno Argentin (2)
    - 2 en 1984 : Moreno Argentin (2)
    - 2 en 1985 : Paolo Rosola (2)
    - 6 en 1987 : Moreno Argentin (3), Paolo Rosola (3)
    - 2 en 1988 : Paolo Rosola (2)

  - 0 victoire finale
  - Meilleur classement : 3e pour Moreno Argentin en 1984
  - 3 classements annexes :
    - Classement du meilleur jeune : 1976 (Alfio Vandi) et 1985 (Alberto Volpi)
    - Grand Prix de la montagne : 1980 (Claudio Bortolotto)

- Tour de France
  - 0 participation
  - 0 victoire d'étape

- Tour d'Espagne
  - 4 participations (1975, 1977, 1980, 1987)
  - 13 victoires d'étapes :
    - 6 en 1975 : Marino Basso (6)
    - 1 en 1977 : Giuseppe Perletto
    - 3 en 1980 : Roberto Visentini (2), Giuseppe Martinelli
    - 3 en 1987 : Roberto Pagnin (2), Paolo Rosola

  - 0 victoire finale
  - Meilleur classement : 7e pour Giuseppe Perletto en 1975 et Gary Clively en 1977
  - 0 classement annexe